# Brasilprev Seguros e Previdência S.A.
A Brasilprev Seguros e Previdência S.A. é uma empresa de Previdência Complementar Aberta do Banco do Brasil em associação com o Principal Financial Group, criada em 1993.
Localizada na cidade São Paulo, foi fundada em 1993 no governo de Itamar Franco. A Brasilprev é um braço do Banco do Brasil que dedica-se exclusivamente a negócios relacionados a previdência privadas e titulo de capitalização. A previdência é válida para todo o território nacional.  A empresa é uma sociedade anônima de capital fechado que tem como acionistas a PFG do Brasil Ltda.e a BB Seguros Participações S.A., subsidiária integral da BB Seguridade, constituída em dezembro de 2012 como uma subsidiária das operações de seguros, capitalização e previdência aberta do Banco do Brasil.
Em 2010, em pesquisa realizada pela revista CartaCapital, a empresa estava ente as empresas mais admiradas do país. A marca é vencedora de prêmios importantes no setor como o "Prêmio Segurador Brasil", "Prêmio Mercado de Seguros – Troféu Gaivota de Ouro" e o "Prêmio Consumidor Moderno", além de certificações ISO 9000 obtida em 2008 e renovada em 2014.
Possui duas modalidades de planos: o PGBL (Plano Gerador de Benefício Livre) e o VGBL (Vida Gerador de Benefício Livre). Além dos planos individuais, possui planos para menores de idade chamado de "Plano de previdência Brasilprev Júnior" (que para o banco, compreende do período 0 a 21 anos) e planos empresariais.
Em julho de 2020, a empresa se destacava como líder do setor com ativos de duzentos e noventa bilhões de reais e uma carteira com pouco mais de dois milhões de clientes.